# Campeonato europeo de hockey sobre patines masculino de 1961
El XXV Campeonato europeo de hockey sobre patines masculino de 1961 se celebró en Turín (Italia) del 10 al 17 de septiembre de 1961. Fue organizado por el Comité Europeo de Hockey sobre Patines. La selección de Portugal ganó su octavo título.

## Equipos participantes
|              |
| Alemania     |
| Bélgica      |
| España       |
| Francia      |
| Inglaterra   |
| Italia       |
| Países Bajos |
| Portugal     |
| Suiza        |
| Yugoslavia   |

## Resultados
|              | Bandera de Suiza | Bandera de los Países Bajos | Bandera de Inglaterra | Bandera de Bélgica | Bandera de Alemania | Bandera de España | Bandera de Francia | Bandera de Portugal | Bandera de Italia | Bandera de Yugoslavia |
| ------------ | ---------------- | --------------------------- | --------------------- | ------------------ | ------------------- | ----------------- | ------------------ | ------------------- | ----------------- | --------------------- |
| Suiza        |                  |                             |                       |                    |                     |                   |                    |                     |                   |                       |
| Países Bajos | 4-1              |                             |                       |                    |                     |                   |                    |                     |                   |                       |
| Inglaterra   | 0-5              | 0-7                         |                       |                    |                     |                   |                    |                     |                   |                       |
| Bélgica      | 1-6              | 1-5                         | 6-2                   |                    |                     |                   |                    |                     |                   |                       |
| Alemania     | 3-4              | 3-0                         | 6-1                   | 3-2                |                     |                   |                    |                     |                   |                       |
| España       | 5-3              | 4-0                         | 6-3                   | 5-0                | 2-1                 |                   |                    |                     |                   |                       |
| Francia      | 2-6              | 0-3                         | 1-8                   | 1-3                | 1-5                 | 0-10              |                    |                     |                   |                       |
| Portugal     | 8-3              | 4-2                         | 5-1                   | 14-2               | 2-1                 | 1-0               | 12-0               |                     |                   |                       |
| Italia       | 3-0              | 2-0                         | 2-1                   | 5-2                | 4-0                 | 1-2               | 3-0                | 2-2                 |                   |                       |
| Yugoslavia   | 2-7              | 1-15                        | 4-6                   | 1-7                | 0-10                | 0-7               | 4-1                | 1-10                | 0-5               |                       |

## Clasificación
| Equipo       | Pts | PJ | PG | PE | PP | GF | GC | DG  |
| ------------ | --- | -- | -- | -- | -- | -- | -- | --- |
| Portugal     | 17  | 9  | 8  | 1  | 0  | 58 | 12 | +46 |
| España       | 16  | 9  | 8  | 0  | 1  | 41 | 9  | +32 |
| Italia       | 15  | 9  | 7  | 1  | 1  | 27 | 7  | +20 |
| Países Bajos | 10  | 9  | 5  | 0  | 4  | 36 | 15 | +21 |
| Alemania     | 10  | 9  | 5  | 0  | 4  | 32 | 16 | +16 |
| Suiza        | 10  | 9  | 5  | 0  | 4  | 35 | 28 | +7  |
| Bélgica      | 6   | 9  | 3  | 0  | 6  | 24 | 42 | -18 |
| Inglaterra   | 4   | 9  | 2  | 0  | 7  | 22 | 43 | -21 |
| Yugoslavia   | 2   | 9  | 1  | 0  | 8  | 13 | 68 | -55 |
| Francia      | 0   | 9  | 0  | 0  | 9  | 6  | 54 | -48 |